# Genoveva Matute
Genoveva Edroza-Matute (3 januari 1915 – 21 maart 2009) was een Filipijns schrijfster. Matute won als schrijfster diverse malen een Palanca, de meest prestigieuze literatuurprijs in de Filipijnen.
Matute werkte naast haar schrijverscarrière als onderwijzeres en later als decaan van de faculteit Filipijns van de Philippine Normal University, waarna ze in 1980 met pensioen ging. Tijdens de Amerikaanse koloniale periode maakte ze naam als schrijfster van fictie. In de jaren 50 en 60 won ze driemaal een Palanca in de categorie korte verhalen met de verhalen "Kuwento ni Mabuti" (1951), "Paglalayag sa Pusa ng Isang Bata" (1955) en "Parusa" (1961). Met "Pagbabalik" won ze in 1952 de derde prijs. Matute schreef ook enkele boeken, zoals Mga Piling Maiikling Kuwento, Tinig ng Damdamin (een verzameling essays), Katipunan ng Kanyang mga Piling: Sanaysay en Sa Anino ng EDSA (een verzameling van korte verhalen).
In februari 1992 kreeg ze een onderscheiding (Gawad CCP Para sa Sining van het Cultural Center of the Philippines voor "haar waardevolle bijdrage aan het verhogen van het niveau van de korte verhalen in het Tagalog en het creëren van een nationale identiteit door haar actieve promotie van het Filipijns". In 2005 kreeg ze van de Filipijnse president Gloria Macapagal-Arroyo een onderscheiding voor haar grote invloed van haar werk op de Filipijnse literatuur.
- International Standard Name Identifier: 0000 0000 6359 7132
- Library of Congress Control Number: n86100698
- Nederlandse Thesaurus van Auteursnamen: 188616349
- Virtual International Authority File: 18705800
- WorldCat: E39PBJkdhhkHbXMyjpy3pd8Qv3